# 波因特洛馬拿撒勒大學

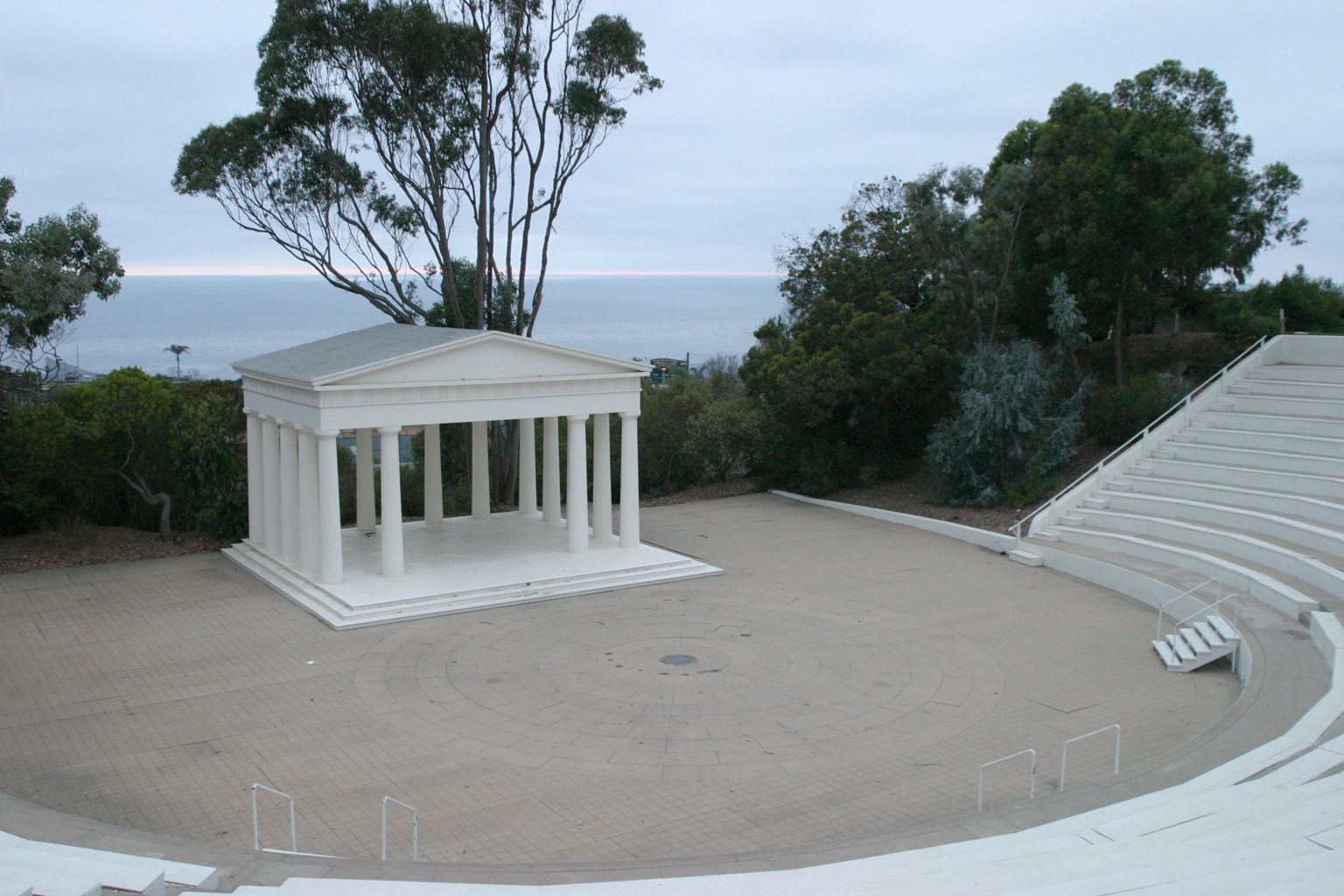
大學內的劇院

波因特洛馬拿撒勒大學（Point Loma Nazarene University，縮寫：PLNU）是位於美國加利福尼亞州聖迭戈海濱波因特洛馬的一所私立文理學院，由拿撒勒人會創立於1902年，當時一所聖經學院。2015年《美國新聞與世界報道》 “西部地區大學”排名中排在第16位。

## 外部連結
- 官方网站
- Official athletics website （页面存档备份，存于）